# Красноборский сельсовет (Нижегородская область)
Красноборский сельсовет — сельское поселение в составе Шатковского района Нижегородской области.
Административный центр — посёлок Красный Бор.

## История
Статус и границы сельского поселения установлены Законом Нижегородской области от 15 июня 2004 года № 60-З «О наделении муниципальных образований — городов, рабочих посёлков и сельсоветов Нижегородской области статусом городского, сельского поселения».

## Население
| 2002  | 2010  | 2012  | 2013  | 2014  | 2015  | 2016  |
| ----- | ----- | ----- | ----- | ----- | ----- | ----- |
| 1925  | ↘1777 | ↘1723 | ↘1702 | ↘1677 | ↘1624 | ↘1610 |
| 2017  | 2018  | 2019  | 2020  | 2021  |       |       |
| ↘1596 | ↘1571 | ↘1555 | ↘1530 | ↗1652 |       |       |

## Состав сельского поселения
| № | Населённый пункт | Тип населённого пункта          | Население |
| - | ---------------- | ------------------------------- | --------- |
| 1 | Красный Бор      | посёлок, административный центр | ↘1286     |
| 2 | Озерки           | село                            | ↘64       |
| 3 | Пасьяново        | село                            | ↘418      |
| 4 | Уланки           | деревня                         | ↘9        |